# Kandi Burruss
Kandi Burruss (aussi connue sous le pseudonyme  Kandi Girl, née le 17 mai 1976) à Atlanta en Géorgie est une actrice, femme d'affaires, danseuse, productrice, chanteuse de musique RnB, auteur-compositrice et personnalité de la télévision américaine.
Elle s’est fait connaitre pour la première fois en 1992 alors qu'elle était membre d'un groupe de R&B féminin Xscape.
En tant qu’auteure-compositrice, elle a été créditée à l’écriture des singles « Bills, Bills, Bills » des Destiny’s Child, « There You Go » de Pink, « Break Up with Your Girlfriend, I’m Bored » d’Ariana Grande et « Shape of You » d’Ed Sheeran. En 2000, elle a remporté le Grammy Award de la meilleure chanson R&B pour son travail sur la chanson à succès de TLC « No Scrubs ».
Le premier single de Kandi « Don’t Think I’m Not », ainsi que ses apparitions sur les singles « 4, 5, 6 » de Solé, et « U and Dat » d'E-40 aux côtés de T-Pain, ont tous atteint le top 40 du Billboard Hot 100. De plus, elle a participé à l'émission de télé-réalité The Real Housewives of Atlanta sur Bravo à partir de la deuxième jusqu'à la quinzième saison, ce qui fait d’elle l’un des membres de la distribution les plus anciens de la franchise The Real Housewives. Burruss est apparue dans six séries dérivées et complémentaires de Real Housewives, dont The Kandi Factory en 2012, Kandi’s Wedding (2014), Kandi’s Ski Trip (2015), Xscape : Still Kickin' It (2017) et Kandi & the Gang (2022), qui ont tous été diffusés par Bravo. Kandi est également apparu en tant qu’invité dans l’émission spéciale du mariage de Kim Zolciak, Don’t Be Tardy for the Wedding (2012).
Kandi a jouer le rôle récurrent de Roselyn Perry dans la troisième saison de la série dramatique de Showtime The Chi. Elle a remporté la troisième saison de l'émission de la Fox The Masked Singer. De plus, elle a également terminé cinquième de la deuxième saison de Celebrity Big Brother sur CBS. En 2023, elle a produit la pièce The Piano Lesson à Broadway qui lui a valu une nomination pour le Tony Award de la meilleure reprise d’une pièce.

## Biographie

### Jeunesse
Kandi est née à College Park, en Géorgie, elle est la fille du révérend Titus Burruss Jr. et de Joyce Jones. Elle a un frère ainée du nom de Patrick Riley qui est décédé dans un accident de voiture en 1991. Kandi a fréquenté la Tri-Cities High Scool à East Point, en Géorgie, où elle a obtenu son diplôme en 1994. A l'âge de 15 ans elle décroche un rôle dans la série Teen Summit sur BET.

### Carrière
Elle est la chanteuse principale du groupe Xscape dans les années 90. C'est aussi elle qui a présenté le groupe Jagged Edge à Jermaine Dupri et elle a coécrit avec sa partenaire du groupe Xscape, Tiny Cottle, le tube r&b de l'an 2000 No Scrubs du  groupe TLC. On lui doit aussi l'écriture de pas moins de 5 chansons du deuxième album des Destiny's Child The Writings On The Wall comme Bug-A-Boo et Bills, Bills, Bills.
Son premier album solo Hey Kandi.., sorti en 2000, n'a pas eu de réel succès malgré le hit Don't Think I'm Not très joué en radio.
En 2006 on la retrouve aux côtés de Lil' Jon (qu'elle connait très bien pour l'avoir côtoyé chez So So Def) où elle signe quelques chansons et un featuring avec E-40 sur U & Dat.
Elle est, par ailleurs, une figure emblématique de l'émission de téléréalité The Real Housewives of Atlanta aux côtés de Nene Leakes, Kim Zolciak. Elle apparaît en tant que Guest dans la série Let's Stay Together. En 2019 elle est candidate de Celebrity Big Brother 2.

## Filmographie
Films
- 2008 : Make It Rain : Roxanne
- 2018 : Never Heard : Tara
- 2019 : Same Difference : Gloria
- 2023 : The Pass : Shay
- 2024 : The Underdoggs : la juge Tara

Séries télévisées
- 1996 : New York Undercover : elle-même (saison 2, épisode 18)
- 2011 : Ma femme, ses enfants et moi (Are We There Yet?) : Renée (saison 2, épisode 30)
- 2012 : Let's Stay Together : Mabel (saison 2, épisode 2)
- 2017 : Saints & Sinners : Dr. Shelby Howard (saison 2, épisode 1)
- 2017 : In the Cut : Tammy (saison 3, épisode 9)
- 2020 : Insecure : Glenda (saison 4, épisode 1)
- 2020-2025 : The Chi : Roselyn Perry
- 2021 : Keeping Up with the Joneses : la narratrice
- 2022 : I Got a Story to Tell : Tammi
- 2022-2023 : Á La Carte : Nicole (11 épisodes)
- 2024 : Reasonable Doubt : Eboni Phillips (récurrente saison 2)

### Téléfilms
- 2014 : Where's the Love? : elle-même
- 2014 : Second Chance Christmas : Tina
- 2021 : Les 7 péchés capitaux : Envie : Rachelle
- 2023 : Pretty Stoned : Mrs. Thompson
- 2023 : Whatever It Takes : Joan

Émission de télé-réalité
- 2009-2023 : Les Real Housewives d'Atlanta (saison 2 à 15)[2]
- 2013 : Married to Medicine (saison 1, épisode 9)
- 2013 : The Kandi Factory
- 2014 : Kandi's Wedding
- 2015 : Kandi's Ski Trip
- 2017 : Xscape: Still Kickin' It
- 2019 : Celebrity Big Brother (éliminée, jour 29)
- 2020 : The Masked Singer (saison 3, gagnante, déguisée en ange de la nuit)
- 2022 : Kandi & The Gang